# Dirck Boudewijnsz van Swieten

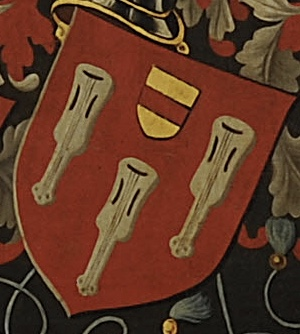
Wapen van Dirck Boudewijnsz van Swieten

Dirck Boudewijnsz van Swieten, ook wel Dirk Boudijnsz van Zwieten of Dirk van Zweeten (Leiden, ca 1400 - 21 juli 1451) was onder ander schout van Leiden, ambachtsheer van Zoetermeer en heer van Schobbelandsambacht een voormalig ambacht in de Zwijndrechtse Waard.
Van Swieten werd rond 1400 in Leiden geboren in een bastaardtak van het patriciaatgeslacht van Van Swieten. Hij was de oudste zoon van Boudewijn Dircksz. van Swieten, heer van Zwieten, Maarsebroek en Loenersloot, secretaris, rentmeester en raadsheer van  Philips de Goede in het Graafschap Holland. Zijn moeder was Liutgarde van Nijenrode, vrouwe van de Lier en Zouteveen.
Van Swieten trouwt vóór 18 februari 1427 met Johanna van Leijenburg, ook wel Johanna van Arkel, vrouwe van Leyenburg. Uit dit huwelijk werden twee kinderen geboren:
- Arent (ca. 1430-1473), Heer van Leyenburg(h) en Loen(d)ersloot, huwde zijn volle nicht Ottelinde van Nijenrode (ca. 1425-ca. 1465)
- Josina (ca. 1435-1481), huwde Willem van Wassenaar (ca. 1425-1485)

Van Swieten werd op 18 februari 1427 door zijn zwager Jan van Leyenburg, beleend met 16 schilden uit de tol te Gorinchem en met 1/16 van Zwijndrecht, geheten Schobbelandsambacht. op 16 oktober van hetzelfde jaar werd hij beleend met het veer tussen Dordrecht en Zwijndrecht. Van zijn schoonvader ontvingen van Swieten en zij vrouw op 3 mei 1429 de gorzen van Sommelsdijk en Mallant in leen.
In 1429 is van Swieten poortmeester in Leiden. Hij wordt in 1429 en 1430 genoemd als burgemeester van Leiden. In 1433 wordt hij als schout van Leiden genoemd, een functie waarin hij een jaar later door zijn broer Gijsbrecht wordt opgevolgd.
In 1432 koopt van Swieten het ambacht Zoetermeer van Dirk van Duvenvoirde, die het zelf in 1430 in bezit had gekregen.
In de loop der jaren verkrijgt van Swieten nog talloze andere lenen, waaronder de hofstad de Binckhorst, de hofstad tot Zoelen met gerecht, 20 morgen onder Naaldwijk, de koren- en smaltiende van Rijswijk (afkomstig van zijn vrouw). Ook ontving hij op 15 maart 1440 de Denneweg van de graaf, lopend van het Haagsche Bosch onder Haagambacht naar de Binckhorst. Waarschijnlijk ontving hij, samen met Melis van Mijnen en Ruweel , in januari 1443 het slot te Muiden uit handen van zijn zwager Splinter van Nyenrode (ca. 1400-1471), die later de schoonvader zou worden van Dircks zoon Arent. Van Swieten en van Mijnen en Ruweel droegen het slot over aan Lodewijk van Montfoort t.b.v. de hertog van Bourgondië.
Op 1 september 1447 wordt van Swieten als opvolger van zijn vader aangesteld als raadsheer van het Hof van Holland, Zeeland en West-Friesland, een functie die hij tot aan zijn dood  zal vervullen. Al eerder, in 1439 en 1440, wordt hij als onbezoldigd raadsheer genoemd, mogelijk als tijdelijk plaatsvervanger van zijn vader.
Van Swieten reisde in 1450 of begin 1451 naar het Heilige Land waar hij het Heilige Graf bezocht. Op 11 juni 1451 werd hij daar tot ridder geslagen. Op 21 juli 1451 overleed hij onderweg naar huis. Waar precies hij overleed en werd begraven is niet bekend. Zijn echtgenote overleed op 8 september van hetzelfde jaar en werd begraven in de Grote Kerk in Haarlem.
Na zijn overlijden werd Van Swieten als heer van Zoetermeer opgevolgd door zijn zoon Arent van Swieten (1430-1473).